# Список кратерів на Марсі, З
| А Б В Г Д Е Є Ж З І Й К Л М Н О П Р С Т У Ф Х Ц Ч Ш Ю Я |

| Кратер | Англійською | Координати                                                  | Діаметр (км) | Назву затверджено | Названо на честь                       |
| ------ | ----------- | ----------------------------------------------------------- | ------------ | ----------------- | -------------------------------------- |
| Заранд | Zarand      | 3°23′ пд. ш. 1°30′ зх. д. / 3.39° пд. ш. 1.5° зх. д.        | 2.2          | 2006              | іранського міста                       |
| Зарань | Zaranj      | 12°06′ пн. ш. 247°01′ зх. д. / 12.1° пн. ш. 247.02° зх. д.  | 28.0         | 2008              | афганістанського міста                 |
| —      | Zhigou      | 29°24′ пд. ш. 102°42′ зх. д. / 29.4° пд. ш. 102.7° зх. д.   | 22.0         | 1991              | китайського міста                      |
| Зілаїр | Zilair      | 32°06′ пд. ш. 33°00′ зх. д. / 32.1° пд. ш. 33.0° зх. д.     | 48.0         | 1979              | російського села Зілаїр                |
| Зир    | Zir         | 18°42′ пн. ш. 36°36′ зх. д. / 18.7° пн. ш. 36.6° зх. д.     | 6.2          | 1976              | турецького міста Зир                   |
| Зонґо  | Zongo       | 34°06′ пд. ш. 41°48′ зх. д. / 34.1° пд. ш. 41.8° зх. д.     | 46.9         | 1979              | міста в Демократичній республіці Конго |
| Зумба  | Zumba       | 28°41′ пд. ш. 133°11′ зх. д. / 28.68° пд. ш. 133.18° зх. д. | 3.3          | 2006              | еквадорського міста Зумба              |
| Зуні   | Zuni        | 19°24′ пн. ш. 29°36′ зх. д. / 19.4° пн. ш. 29.6° зх. д.     | 25.1         | 1976              | американського міста Зуні              |
| Зуніль | Zunil       | 7°48′ пн. ш. 193°54′ зх. д. / 7.8° пн. ш. 193.9° зх. д.     | 10.4         | 2003              | гватемальського міста Зуніль           |
| Зютфен | Zutphen     | 14°00′ пд. ш. 185°48′ зх. д. / 14.0° пд. ш. 185.8° зх. д.   | 38.0         | 2003              | нідерландського міста Зютфен           |